# Igor Baranko
 (septembre 2018).
Si vous disposez d'ouvrages ou d'articles de référence ou si vous connaissez des sites web de qualité traitant du thème abordé ici, merci de compléter l'article en donnant les références utiles à sa vérifiabilité et en les liant à la section « Notes et références ».
Igor Baranko (en ukrainien : Ігор Баранько), né le 7 avril 1970 à Kiev, en RSS d'Ukraine (Union soviétique), est un scénariste et dessinateur de bande dessinée publié en France chez Les Humanoïdes associés.

## Biographie
Baranko étudie aux Beaux-Arts de Kiev, avant de passer deux années au service militaire. De retour de l'Armée rouge, il part pour un voyage à durée indéterminée vers les régions bouddhistes de Sibérie. Après six mois passé dans un village du Tadjikistan, il rentre en Ukraine.
Il envoie de nombreuses planches à divers fanzines européens sans obtenir de contrat ; il gagne au loto et s'installe aux États-Unis.
En 2003 Baranko voit paraître, simultanément en Europe et aux États-Unis, son premier album : L'Empereur Océan, dont il signe à la fois le scénario et le dessin. La série compte trois tomes. C'est la même année que sort le premier tome de la série E17 : la trilogie Ellis, écrite par Jean-Pierre Dionnet. Suivent, à partir de 2005, la série La Danse du temps en trois tomes, dont il est à nouveau scénariste et dessinateur.
En 2008, il sort Maxym Osa, une aventure historique dans l'Ukraine du XVIIe siècle. En 2010 et 2011 paraissent Les Princesses égyptiennes.
En août 2011, Igor Baranko reçoit le diplôme Ukraine-Europe, un prix annuel remis par le portail Ukraine-Europe.org et décerné à des talents ukrainiens qui, par leur travail, diffusent et popularisent la culture ukrainienne à l’étranger, et plus particulièrement en Europe[réf. nécessaire].

## Publications
- L'Empereur Océan, Les Humanoïdes associés :

1. La Horde, 2003[1].
2. Réincarnation, 2004.
3. Le Tombeau, 2004.

- Exterminateur 17 : La Trilogie Ellis (dessin), avec Jean-Pierre Dionnet (scénario), Les Humanoïdes associés :

1. L'Alliance, 2003.
2. Retour à Ellis, 2004.
3. Les Larmes de sang, 2008.

- La Danse du Temps, Les Humanoïdes associés :

1. Le Baiser du serpent, 2005.
2. L'Arme des démons, 2005.
3. Les Trois Reines sans visage, 2006.

- Maxym Osa, Joker :

1. L'Homme d'outre-tombe, 2008.
2. Le Trésor du loup-garou (2009).

- Les Princesses égyptiennes, deux tomes, Les Humanoïdes associés, 2010.